# U-Bahnhof Můstek

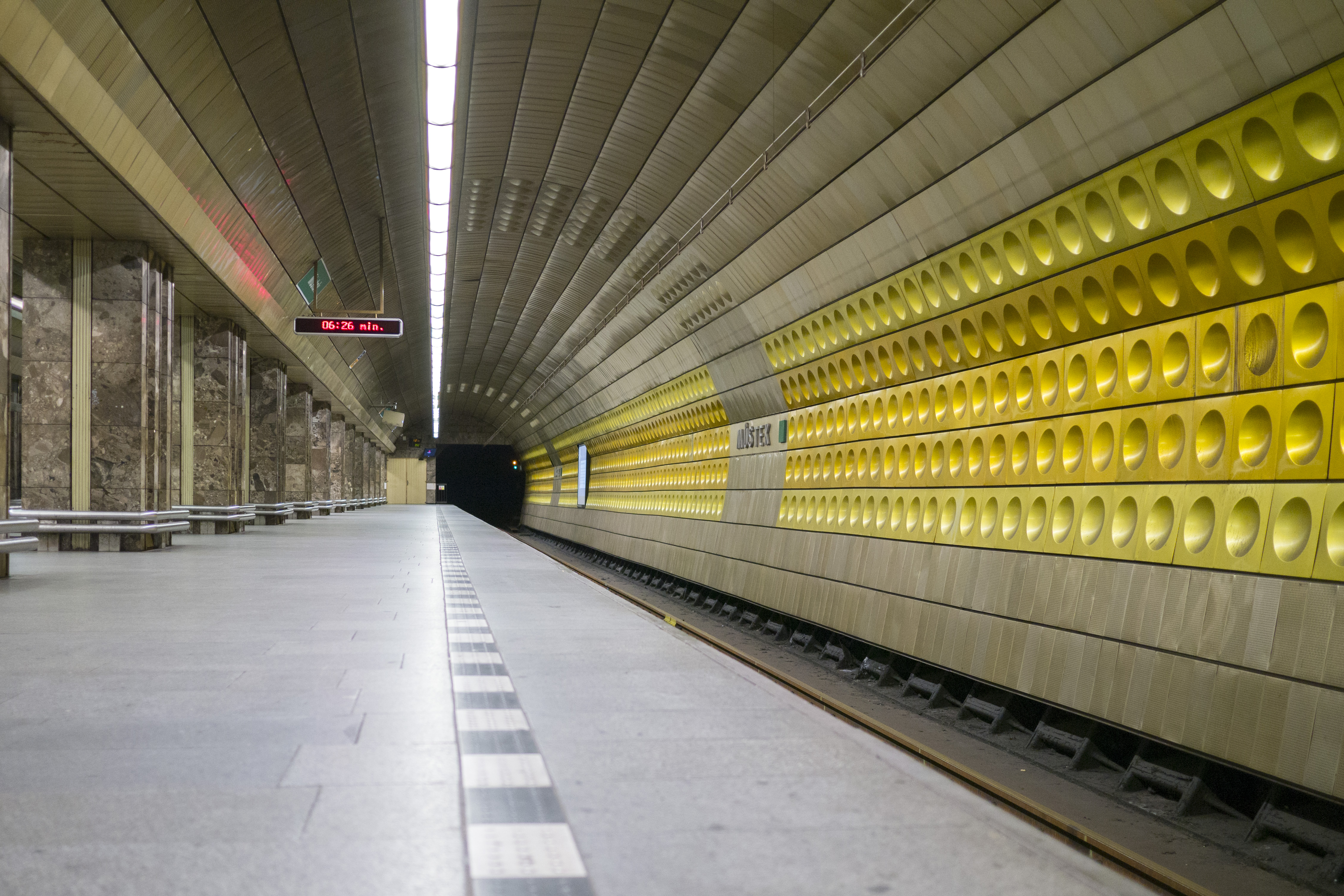
Bahnsteig der Linie A

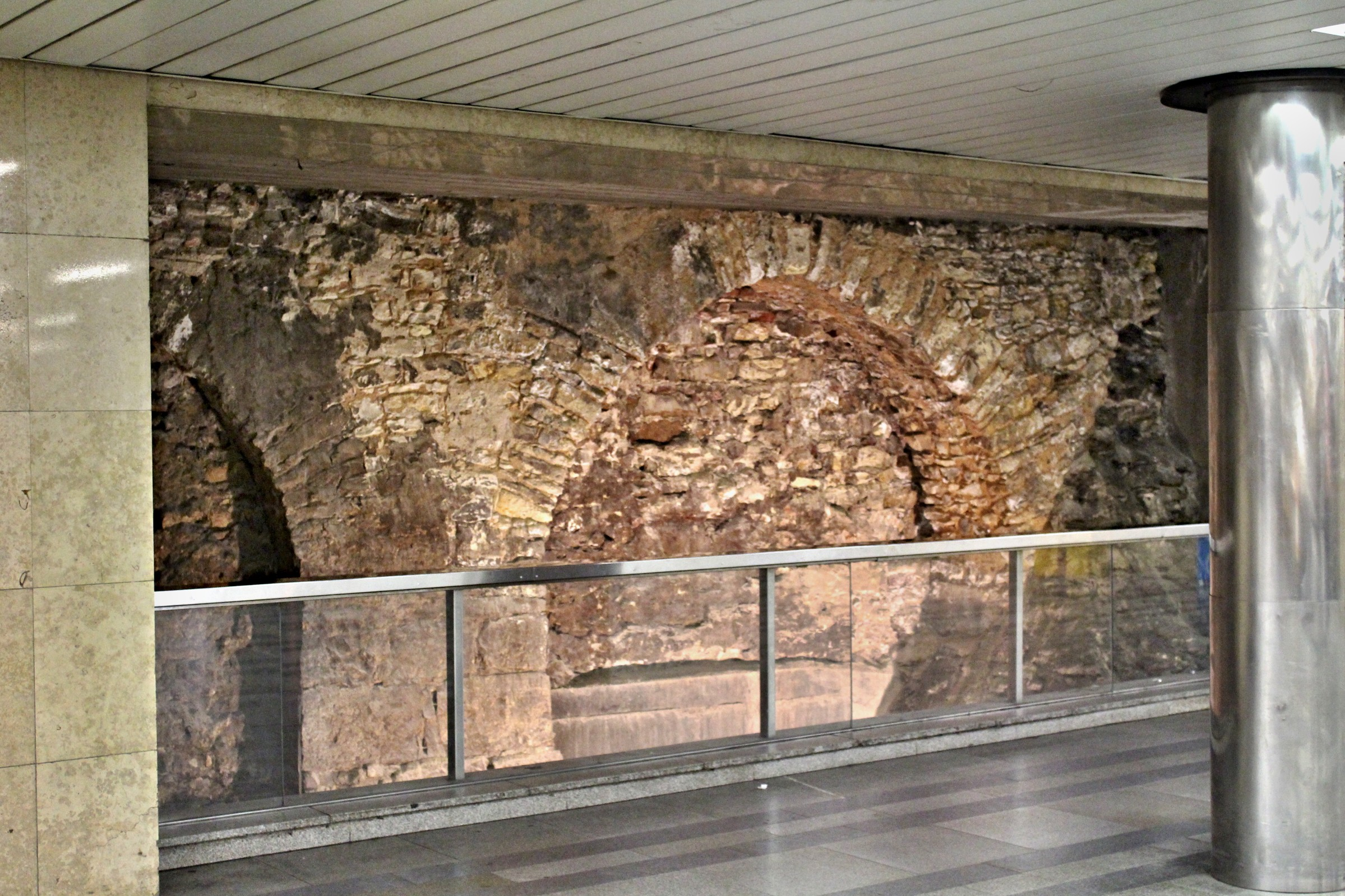
Freigelegter Teil der mittelalterlichen Brücke in der Metrostation

Můstek ist der Name eines U-Bahnhofs der Metro Prag, an dem sich die Linien A und B kreuzen. Der U-Bahnhof liegt unter der Straßenkreuzung am Nordwestende des Wenzelsplatzes, die im Volksmund den gleichen Namen trägt. Můstek bedeutet wörtlich „Brückchen“ und geht zurück auf die Straße Na Můstku (dt. Am Brückl), die die Fortsetzung des Wenzelsplatzes in nordwestlicher Richtung bildet. Beim Bau der Station wurden Teile der namensgebenden mittelalterlichen Brücke entdeckt. Sie führte über einen Wallgraben, dem die hier beginnende Straße Am Graben ihren Namen verdankt.
Die Station Můstek wurde mit der Inbetriebnahme der Linie A am 12. August 1978 eröffnet. Der Bahnsteig der Linie A liegt in 29 Metern Tiefe und ist über sieben Zugänge rund um das untere Ende des Wenzelsplatzes zugänglich. Der Bahnsteig der Linie B wurde 1985 in Betrieb genommen und liegt in einer Tiefe von 40 Metern. Er ist über den Jungmannplatz (Jungmannovo náměstí) zugänglich. Die beiden Bahnsteige sind über Korridore verbunden. Außerdem sind sie durch einen Aufzug vom Wenzelsplatz aus barrierefrei zugänglich.